# Перемишльсько-Варшавська архієпархія УГКЦ
Перемишльсько-Варшавська архієпархія (пол. Archieparchia przemysko-warszawska, лат. Archidioecesis Premisliensis-Varsaviensis ritus byzantini ucraini) — структурна одиниця Української греко-католицької церкви із центром у Перемишлі і другим за значенням центром у Варшаві. Утворена 31 травня 1996 року папою Іваном Павлом ІІ в результаті реорганізації структур греко-католицької церкви, змінивши таким чином Перемиську єпархію. Межує з Вроцлавсько-Кошалінською і Ольштинсько-Ґданською єпархіями з якими разом утворює Перемишльсько-Варшавську митрополію.

## Історія
Християнство до Перемишльської Землі прийшло із Великоморавської держави: великоморавський князь Святополк (870—894) зайняв Білу Хорватію (сьогоднішня Галичина) в 872—875 рр., — ще за життя св. Мефодія. Учні Кирила і Мефодія поширили християнство на Перемишльську Землю ще в ІХ столітті — це було християнство східного обряду.
Єпископство східного обряду постало у Перемишлі в тому ж ІХ ст., таким чином Перемишльська єпархія вважається найстарішою українською єпархією.
6 лютого 2023 року Перемишльсько-Варшавська архієпархія, як і вся Перемишльсько-Варшавська митрополія, зважаючи на попереднє рішення УГКЦ в Україні та висловленні думки Делегатів спільного Єпархіального Собору в Поршевиці в червні 2022 року, ухвалила рішення перейти на новоюліанський календар з 1 вересня 2023 року.

## Сучасність
Станом на 2023 рік Перемишльсько-Варшавська архієпархія налічує 4 деканати — Краківсько-Горлицький (15 парафій), Перемисько-Люблінський (15 парафій), Ряшівсько-Сяноцький (14 парафій) і Варшавсько-Лодзький (7 парафій); 45 священників, з них 11 ієромонахів, 4 диякони. 14 ченців і 77 черниць, 30 000 вірних.
Найважливішими храмами єпархії є Собор святого Івана Хрестителя в Перемишлі, також Церква і монастир Успення Пресвятої Богородиці в Варшаві.

## Територіальні зміни
25 листопада Папа Франциск створив на півночі Польщі Ольштинсько-Ґданську єпархію. У результаті цього утворення до нової єпархії увійшла північна частина території Перемишльсько-Варшавської архієпархії.